# Bountyöarna

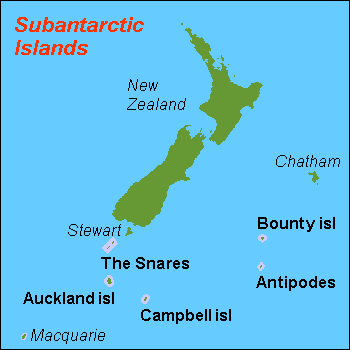
översiktskarta

Bountyöarna (engelska: Bounty Islands) är en ögrupp bland Nya Zeelands subantarktiska öar i södra Stilla havet.

## Historia
Området upptäcktes den 9 september 1788 av brittiske kapten William Bligh och namngavs efter hans fartyg HMS Bounty, bara några månader före det ökända myteriet. 1870 utropade brittiske kapten George Palmer öarna som brittisk besittning. Under tidiga 1800-talet var området en jaktmark för sälfångare.
Området upptogs på Unescos världsarvslista 1998.

## Geografi
Bountyöarna ligger ca 680 km sydöst om Sydön. De geografiska koordinaterna är 47°42′ S och 179°04′ Ö. Ögruppen är av vulkaniskt ursprung och har en area om endast ca 1,3 km² och hela området är som mest 5 km i bredd. Det finns 13 småöar och ett 10-tal större kobbar fördelade på
- Västra gruppen, största ön Depot Island samt 6 större öar
- Mellersta gruppen, största ön Funnel Island samt 4 större öar
- Östra gruppen, största ön Molly Cap samt 2 större öar

Öarna är obebodda och högsta höjden finns i Mellersta gruppen på Funnel Island med ca 90 m ö.h.
Bountyöarna är, vid sidan av några andra öar i regionen, tofspingvinens (Eudyptes sclateri) enda häckningsplats. Vidare är området häckningsplats för en rad sjöfåglar, bland annat gråryggig albatross (Thalassarche salvini).